# Božský Evan
Božský Evan je americká filmová komedie z roku 2007 natočená režisérem Tomem Shadyacem. Film volně navazuje na snímek Božský Bruce.

## Děj
Hlavní postavou filmu je bývalý televizní hlasatel Evan Baxter, který dostane od Boha úkol postavit archu jako Noe v knize Genesis. Do toho je Baxter zvolen do amerického kongresu.
Evan se stane kongresmanem a současně s nastěhováním se do nového domu v nové příměstské zástavbě dostane od Boha úkol postavit archu. Spolu se svými třemi syny a ženou. Evan se postupně mění z metrosexuálního kongresmana v dlouhovlasého staříka v jutových šatech. Dlouho se zdá, že potopa nepřijde, ale v důsledku chyby jiného kongresmana praskne přehrada.